# Kopice (Monet)
Kopice (francosko Les Meules) je skupni naslov za serijo impresionističnih slik Clauda Moneta. Glavna tema vsake slike v seriji so kupi pridelane pšenice (ali morda ječmena ali ovsa: prvotni francoski naslov Les Meules à Giverny, preprosto pomeni Kopce v Givernyju. Naslov se nanaša predvsem na serijo petindvajset platen (Wildenstein Index Numbers 1266-1290), ki jih je Monet začel slikati ob koncu poletja 1890 in nadaljeval skozi naslednjo pomlad. Monet je prav tako ustvaril tudi zgodnejše slike, ki so uporabljale isti predmet.
Serija je znana po tem, kako je Monet ponovil isto tematiko, da bi prikazal različno svetlobo in vzdušje ob različnih časih dneva, skozi letne čase in v različnih vremenskih razmerah.
Serija je med najbolj opaznimi Monetovimi deli. Največja zbirka Kopic je v Musée d'Orsay in Musée Marmottan Monet v Parizu in na Inštitutu za umetnost v Chicagu. Druge zbirke so Muzej lepih umetnosti Boston, Metropolitanski muzej in Muzej moderne umetnosti v New Yorku, Narodni muzej zahodne umetnosti v Tokiu in pariški Musée de l'Orangerie. Zbirka umetniškega inštituta v Chicagu obsega šest od petindvajsetih Kopic.
Drugi muzeji, ki imajo del te serije so Getty Center v Los Angelesu, muzej Hill-Stead v Farmingtonu v Connecticutu (ki ima tudi enega od petih iz let 1888-89), Narodna galerija Škotske, Inštitut umetnosti Minneapolis, Kunsthaus Zürich in Muzej Shelburne v Vermontu. Zasebne zbirke imajo preostale slike.

## Ozadje
Monet se je naselil v Givernyju leta 1883. Večina njegovih slik iz leta 1883 do njegove smrti 40 let kasneje so bili prizori v 3 km pasu okoli njegovega doma. Monet se je močno zavedal in bil očaran z vizualnimi odtenki pokrajine in z neskončnimi različicami dni in letnih časov - kopice so bile tik pred njegovimi vrati.
Monet je prej naslikal en sam predmet v različni svetlobi in različnem razpoloženju. Ker pa je zorel kot slikar, so se njegove upodobitve atmosferskih vplivov vse bolj ukvarjale ne le s specifičnimi učinki, temveč s splošnimi barvnimi harmonijami, ki so mu omogočale avtonomno uporabo bogatih barv. Konvencionalna modrost je bila, da so kopice preprosta tema, pa tudi nepredstavljiva. Vendar pa so sodobni pisci in prijatelji umetnika zapisali, da je bila Monetova tema vedno skrbno izbrana, produkt skrbnega razmišljanja in analize. Monet se je zavezal, da bo zajemal kopice v neposredni luči in jih nato ponovno preučil z istega stališča v različnih, pogosto bolj utišanih, svetlih in atmosferskih pogojih. Takrat ni bilo nič nenavadnega, da bi Monet v iskanju harmoničnih prehodov v seriji spremenil platna v svojem studiu.

## Ozadje serije
Kopice, ki so prikazane v seriji so skladišča zrnja predvsem za kruh - tako pšenice (ali morda ječmena ali ovsa) - in ne sena, živalske hrane. Kopice visoke 3,0 do 6,1 m so bile način, da so se snopi sušili, dokler se zrno ni ločilo od stebel z mlatenjem. Lokalna metoda shranjevanja in sušenja nezrelega zrna je bila uporaba slame ali včasih sena kot slamnate strehe za zaščito kopic pred naravnimi elementi, dokler se jih, ko so bile dovolj suhe, ni zmlelo. Mlatilni stroji so nato potovali od vasi do vasi. Kupi so bili zgrajeni do julija in so pogosto trajali vse do naslednje pomladi ali celo pozneje - tako skozi vse svetlobne in atmosferske spremembe poletja, jeseni, zime in pomladi. Način sušenja zrnja kot je to, je bilo običajno po vsej Evropi v 19. stoletju in preživelo do začetka uporabe kombajna. Oblike kopic so bile regionalna značilnost, v Normandiji, kjer je Giverny, je bilo običajno, da so okrogle s precej strmimi slamnatimi strehami - tako kot jih je Monet naslikal.
Kopice so pripadale Monetovemu sosedu, gospodu Quéruelu. Opazil je, kako se je svetloba spremenila na kopicah, Monet je prosil svojo pastorko Blanche Hoschedé, da mu prinese dve platni, eno za sončno in eno za oblačno. Vendar je kmalu ugotovil, da ne more ujeti vedno spreminjajoče se svetlobe in razpoloženja na samo dveh platnih: zaradi tega je njegov voljni pomočnik hitro prinesel več platen. Monetova dnevna rutina je zato vključevala voz barv, slikarsko stojalo in številna nedokončana platna, pri čemer je delal na katerem koli platnu, ki je bilo najbolj podobno prizoru v trenutku, ko so pogoji in svetloba nihali. Čeprav je začel s slikanjem kopic pleneristično (en plein air), je Monet kasneje popravil začetne vtise v svojem studiu, tako da je ustvaril kontrast in ohranil harmonijo v seriji.
Monet je izdelal številne slike kopic. Naslikal je pet slik (Wildensteinova indeksna številka 1213-1217), kot glavni predmet žetev leta 1888. Njegove zgodnejše krajine (Wildensteinov indeks številka 900-995, 1073) so na pomožni način vključevale kopice [in tudi nekaj bolj natančno opisanih: to so manjši kupi sena za krmo za živali]. Splošno soglasje je, da samo platna, narejena po žetvi iz leta 1890 (Wildensteinova indeksna številka 1266-1290), obsegajo ustrezno serijo Kopic. Nekateri komentatorji pa imajo pri tej seriji dodatne slike. Na primer, muzej Hill-Stead govori o svojih dveh stenskih slikah, čeprav je ena iz "prave" žetve iz leta 1890, druga pa iz letine 1888. 
Monetova serija Kopice je ena njegovih prvih, ki se zanaša na ponavljanje, da ponazori nianse v njegovem dojemanju skozi naravne spremembe, kot so čas dneva, letni časi in vrste vremena. Za Moneta se je koncept produkcije in razstavljanja serije slik, povezanih s predmetom in razgledno točko, začel leta 1889, z vsaj desetimi slikami, ki so bile narejene v Dolini Creuse, nato pa so bile prikazane v Galerie Georges Petit. To zanimanje za serijski motiv se bo nadaljevalo do konca njegove kariere.

## Slike 1888-1889
Od leta 1888 je Monet naslikal tri platna, od katerih ima vsako po dve kopici (Wildenstein # 1213-5) vzdolž levega brega Sene in nekaj hiš Givernyja na desni. Nato se je obrnil na svojo levo, da bi ujel dva prizora (1216-7), v katerih so kopice zavite v vrsto topolov.
- Kopice pri Givernyju, sončni zahod, 1888-89
- Kopice, učineč zmrzali, 1889. Hill-Stead Museum, Farmington, CT.
- Kopice pri Givernyju, 1888-89

## Slike 1890-1891
14. maja 2019 se je delo iz te serije v zasebni lasti zamenjalo za 110,7 milijona dolarjev, kar je pomenilo rekord za Monetovo delo in postalo prvo impresionistično delo, ki je preseglo 100 milijonov dolarjev.
- Kopice v soncu, jutro, 1890. Zasebna zbirka.
- Kopice, 1890, zasebna zbirka (kupljena za $110.7 million pri Sothebyju 14. maja 2019.)
- Kopice, (opoldan), 1890-91, National Gallery of Australia
- Kopice (konec poletja), 1890-91 Art Institute of Chicago
- Kopice , 1890-91. Art Institute of Chicago.
- Kopice v snegu zjutraj, 1891. J. Paul Getty Museum
- Kopice, konec poletja (‘’Meules, fin de l'été’’), 1891. Musée d'Orsay, Pariz
- Kopice v meglenem jutru, 1891. Zasebna zbirka
- Kopice, sneženo jutro (‘’Meule, Effet de Neige, le Matin’’), 1891. Museum of Fine Arts, Boston.
- Kopice v snegu, (‘’Meules, effet de neige’’), 1891. National Gallery of Scotland, Edinburgh
- Kopice (sončni zahod v snegu), 1890-91. Art Institute of Chicago.
- Kopice (oblačen dan v snegu) (‘’Meule, effet de neige, temps couvert’’), 1890-91. Art Institute of Chicago.
- Kopice , 1890-91. Art Institute of Chicago.
- Kopice (odjuga, sončni zahod), 1890-91. Art Institute of Chicago.
- Kopice (sonce v megli), 1891. Minneapolis Institute of Arts.
- Kopice (sonce, učinek snega), 1890-91. National Gallery of Scotland, Edinburgh.
- Kopice v soncu, 1891. Kunsthaus Zürich.
- Kopice (sončni zahod), 1890-91. Museum of Fine Arts, Boston.
- Kopice v soncu, 1891. Zasebna zbirka
- Kopice v večernem soncu, 1891. Gösta Serlachius Fine Arts Foundation.